# Liste des étapes contre-la-montre par équipe du Tour de France
La liste des étapes contre-la-montre par équipe du Tour de France répertorie les étapes de type contre-la-montre par équipe s'étant déroulées au cours de la course cycliste par étapes du Tour de France.
Le premier contre-la-montre par équipe se déroule entre Nîmes (Gard) et Montpellier (Hérault) lors de la deuxième moitié de la 13e étape du Tour de France 1935 sur une distance de 56 km.

## Liste
Ci-après la liste des contre-la-montre par équipe disputés. À noter que ces épreuves ne sont pas forcément disputées lors de chaque édition. 
| Année | Étape | Départ                                                | Arrivée                                               | Distance (km) | Vainqueur                     |
| ----- | ----- | ----------------------------------------------------- | ----------------------------------------------------- | ------------- | ----------------------------- |
| 1935  | 13eb  | Nîmes                                                 | Montpellier                                           | 56            | Georges Speicher              |
| 1935  | 19eb  | La Roche-sur-Yon                                      | Nantes                                                | 63            | Jean Aerts                    |
| 1935  | 20eb  | Vire                                                  | Caen                                                  | 55            | Ambrogio Morelli              |
| 1936  | 13eb  | Nîmes                                                 | Montpellier                                           | 52            | Sylvère Maes                  |
| 1936  | 14eb  | Narbonne                                              | Perpignan                                             | 63            | Sylvère Maes                  |
| 1936  | 18eb  | Saintes                                               | La Rochelle                                           | 75            | Sylvère Maes                  |
| 1936  | 19eb  | La Roche-sur-Yon                                      | Cholet                                                | 65            | Félicien Vervaecke            |
| 1936  | 20eb  | Vire                                                  | Caen                                                  | 55            | Antonin Magne                 |
| 1937  | 5eb   | Lons-le-Saunier                                       | Champagnole                                           | 52            | Sylvère Maes                  |
| 1937  | 11eb  | Toulon                                                | Marseille                                             | 63            | Gustave Danneels              |
| 1937  | 18eb  | La Rochelle                                           | La Roche-sur-Yon                                      | 75            | Roger Lapébie                 |
| 1954  | 4ea   | Circuit de Rouen-les-Essarts (Grand-Couronne, Orival) | Circuit de Rouen-les-Essarts (Grand-Couronne, Orival) | 10            | Suisse                        |
| 1955  | 1eb   | Dieppe                                                | Dieppe                                                | 13            | Pays-Bas                      |
| 1973  | 2ea   | Saint-Nicolas                                         | Saint-Nicolas                                         | 12.4          | Watney-Maes Pils              |
| 1974  | 6eb   | Harelbeke                                             | Harelbeke                                             | 9             | Molteni                       |
| 1976  | 5ea   | Louvain                                               | Louvain                                               | 4.3           | Ti-Raleigh                    |
| 1977  | 7eb   | Angers                                                | Angers                                                | 4             | Fiat France                   |
| 1978  | 4e    | Évreux                                                | Caen                                                  | 153           | Ti-Raleigh-McGregor           |
| 1979  | 4e    | Captieux                                              | Bordeaux                                              | 87.5          | Ti-Raleigh-McGregor           |
| 1979  | 8e    | Deauville                                             | Le Havre                                              | 90.2          | Ti-Raleigh-McGregor           |
| 1980  | 1eb   | Wiesbaden                                             | Francfort-sur-le-Main                                 | 45.8          | Ti-Raleigh-Creda              |
| 1980  | 7ea   | Compiègne                                             | Beauvais                                              | 65            | Ti-Raleigh-Creda              |
| 1981  | 1eb   | Nice                                                  | Nice                                                  | 40            | Ti-Raleigh-Creda              |
| 1982  | 9ea   | Lorient                                               | Plumelec                                              | 69            | Ti-Raleigh-Campagnolo         |
| 1983  | 2e    | Soissons                                              | Fontaine-au-Pire                                      | 100           | Coop-Mercier-Mavic            |
| 1984  | 3e    | Louvroil                                              | Valenciennes                                          | 51            | Renault-Elf                   |
| 1985  | 3e    | Vitré                                                 | Fougères                                              | 73            | La Vie Claire-Wonder-Radar    |
| 1986  | 2e    | Meudon                                                | Saint-Quentin-en-Yvelines                             | 56            | Système U                     |
| 1987  | 2e    | Berlin-Ouest                                          | Berlin-Ouest                                          | 40            | Carrera                       |
| 1988  | 2e    | La Haie-Fouassière                                    | Ancenis                                               | 48            | Panasonic                     |
| 1989  | 2e    | Luxembourg                                            | Luxembourg                                            | 46            | Système U                     |
| 1990  | 2e    | Futuroscope                                           | Futuroscope                                           | 44.5          | Panasonic                     |
| 1991  | 2e    | Bron                                                  | Chassieu                                              | 36.5          | Ariostea                      |
| 1992  | 4e    | Libourne                                              | Libourne                                              | 63.5          | Panasonic                     |
| 1993  | 4e    | Dinard                                                | Avranches                                             | 81            | GB-MG Maglificio              |
| 1994  | 3e    | Calais                                                | Coquelles                                             | 66.5          | GB-MG Boys Maglificio         |
| 1995  | 3e    | Mayenne                                               | Alençon                                               | 67            | Gewiss-Ballan                 |
| 2000  | 4e    | Nantes                                                | Saint-Nazaire                                         | 70            | ONCE-Deutsche Bank            |
| 2001  | 5e    | Verdun                                                | Bar-le-Duc                                            | 67            | Crédit agricole               |
| 2002  | 4e    | Épernay                                               | Château-Thierry                                       | 67.5          | ONCE-Eroski                   |
| 2003  | 4e    | Joinville                                             | Saint-Dizier                                          | 69            | US Postal Service-Berry Floor |
| 2004  | 4e    | Cambrai                                               | Arras                                                 | 64.5          | US Postal Service-Berry Floor |
| 2005  | 4e    | Tours                                                 | Blois                                                 | 66            | Discovery Channel             |
| 2009  | 4e    | Montpellier                                           | Montpellier                                           | 39            | Astana                        |
| 2011  | 2e    | Les Essarts                                           | Les Essarts                                           | 23            | Garmin-Cervélo                |
| 2013  | 4e    | Nice                                                  | Nice                                                  | 25            | Orica-GreenEDGE               |
| 2015  | 9e    | Vannes                                                | Plumelec                                              | 28            | BMC Racing                    |
| 2018  | 3e    | Cholet                                                | Cholet                                                | 35.5          | BMC Racing                    |
| 2019  | 2e    | Bruxelles                                             | Bruxelles                                             | 27.6          | Jumbo-Visma                   |